# Ludwig Förster (Landrat)
Ludwig Förster (* 6. Oktober 1899; † 12. November 1965) war ein deutscher Landrat.

## Leben
Förster wirkte als Bürgermeister in Neustadt bei Coburg, bevor er 1935 zum Landrat im Kreis Greifenhagen ernannt wurde. 1938 wurde Förster als Landrat in den Kreis Bütow versetzt.